# ꟹ
Cette page contient des caractères spéciaux ou non latins. S’ils s’affichent mal (▯, ?, etc.), consultez la page d’aide Unicode.
ꟹ, appelée oe en exposant, oe supérieur ou lettre modificative oe, est un symbole phonétique des extensions de l'alphabet phonétique international et un symbole utilisé dans certaines variantes non standard de l’alphabet phonétique international. Il est formé de la lettre e dans l’o ‹ œ › mise en exposant.

## Utilisation
Dans les extensions de l'alphabet phonétique international, l’oe en exposant ‹ ꟹ › est utilisé après une consonne pour indiquer une labialisation ouverte arrondie par opposition au w en exposant ‹ ʷ › indiquant une labialisation fermée arrondie.
Dans certaines variantes de l’alphabet phonétique international non standard, la oe en exposant est utilisé pour représenter des diphtongues. En 1968, Thomas Gay recommande d’utiliser le symbole en exposant pour la deuxième partie mineure des diphtongues.

## Représentations informatiques
La lettre modificative oe peut être représenté avec les caractères Unicode suivants (Latin étendu – D) :
| formes       | représentations | chaînes de caractères | points de code | descriptions                     | note                            |
| ------------ | --------------- | --------------------- | -------------- | -------------------------------- | ------------------------------- |
| modificative | ꟹ               | ꟹ                     | U+A7F9         | lettre modificative minuscule oe | codé pour le symbole phonétique |